# Scrisoarea Mariei Tănase
Scrisoarea Mariei Tănase este un film românesc din 1986 regizat de Laurențiu Damian.